# Falus
Falus (z řeckého φαλλός - fallos) je v kulturně-historickém kontextu označení užívané pro vyobrazení penisu, zpravidla ve stavu erekce, nebo pro předměty, které jej připomínají nebo mají připomínat. Vyobrazení osob s falem jsou označována jako ithyfalická. Od nejstarších dob je falus jedním z nejvýznamnějších symbolů síly, plodnosti a hojnosti. Může mít i apotropaický význam.